# EVV Eindhoven in het seizoen 1960/61
Het seizoen 1960/1961 was het zevende jaar in het bestaan van de Eindhovense betaaldvoetbalclub Eindhoven. De club kwam uit in de Eerste divisie B en eindigde daarin op de 13e plaats. Tevens deed de club mee aan het toernooi om de KNVB Beker, hierin werd in de eerste ronde, na verlenging, verloren van NAC (1–2).

## Wedstrijdstatistieken

### Eerste divisie B
|       | Be Quick | Blauw-Wit | DHC   | EBOH  | Excelsior | Go Ahead | 't Gooi | Heerenveen | Helmond | Heracles | RCH   | SHS   | Sittardia | SVV   | VSV   | Wageningen | ZFC   |
| ----- | -------- | --------- | ----- | ----- | --------- | -------- | ------- | ---------- | ------- | -------- | ----- | ----- | --------- | ----- | ----- | ---------- | ----- |
| Thuis | 2 – 1    | 0 – 5     | 2 – 2 | 5 – 1 | 2 – 2     | 2 – 0    | 0 – 0   | 1 – 1      | 0 – 0   | 0 – 1    | 1 – 1 | 0 – 0 | 1 – 1     | 1 – 2 | 1 – 2 | 4 – 3      | 1 – 0 |
| Uit   | 2 – 6    | 8 – 0     | 4 – 0 | 1 – 1 | 3 – 2     | 1 – 2    | 6 – 4   | 2 – 0      | 2 – 1   | 5 – 0    | 0 – 0 | 1 – 1 | 2 – 1     | 1 – 2 | 2 – 0 | 4 – 2      | 2 – 1 |

### KNVB Beker
| Groepsfase                                          | Eindhoven                                 | 3 – 0                              | Helmondia '55                                 |
| 14 augustus 1960 Plaats: Eindhoven Aalsterweg       | Wim van Kessel –', –' Ad Brocken          |                                    |                                               |
| Groepsfase                                          | Helmond                                   | 2 – 3 (0 – 0)                      | Eindhoven                                     |
| 18 september 1960 Plaats: Helmond Houtsdonk         | Thieu Houben Jan van Leeuwen              |                                    | Jan Lindhout Wim van Kessel Sjef van de Kruys |
| Groepsfase                                          | Eindhoven                                 | 0 – 2 (0 – 0)                      | PSV                                           |
| 1 januari 1961 Plaats: Eindhoven Aalsterweg         |                                           |                                    | 72' Coen Dillen 85' Jan Louwers               |
| Groepsfase                                          | Gemert                                    | 1 – 3 (1 – 3)                      | Eindhoven                                     |
| 12 februari 1961 Plaats: Gemert Sportpark VV Gemert | Hans van Wetten                           |                                    | –', –' Wim van Kessel Ad Brocken              |
| 1e ronde                                            | NAC                                       | 2 – 1 (1 – 0, 1 – 1) Na verlenging | Eindhoven                                     |
| 25 april 1961 Plaats: Breda Beatrixstraat           | Hein van Gastel 3' Leo Canjels 91' (pen.) |                                    | 61' Willy Slaats                              |

## Statistieken Eindhoven 1960/1961

### Eindstand Eindhoven in de Nederlandse Eerste divisie B 1960 / 1961
| Stand | Gespeeld | Gewonnen | Gelijk | Verloren | Punten | Doelpunten voor | Doelpunten tegen |
| ----- | -------- | -------- | ------ | -------- | ------ | --------------- | ---------------- |
| 13e   | 34       | 8        | 11     | 15       | 27     | 46              | 68               |

### Topscorers
| #                    | Naam                | Goal |
| -------------------- | ------------------- | ---- |
| 1.                   | Willy Heijink       | 12   |
| 2.                   | Wim van Kessel      | 8    |
| 3.                   | Hennie Bogmans      | 5    |
| 3.                   | Sjef van de Kruys   | 5    |
| 5.                   | Frans Tebak         | 3    |
| 6.                   | Cor Bex             | 2    |
| 6.                   | Willy Slaats        | 2    |
| 6.                   | Thieu Soers         | 2    |
| 9.                   | Ad Brocken          | 1    |
| 9.                   | Jan Lindhout        | 1    |
| 9.                   | Joop Oomens         | 1    |
| 9.                   | Gerrit Versantvoort | 1    |
| Onbekende doelpunten |                     |      |
| –                    | Onbekend            | 3    |
| Totaal               | Totaal              | 46   |

| #      | Naam              | Goal |
| ------ | ----------------- | ---- |
| 1.     | Wim van Kessel    | 5    |
| 2.     | Ad Brocken        | 2    |
| 3.     | Sjef van de Kruys | 1    |
| 3.     | Jan Lindhout      | 1    |
| 3.     | Willy Slaats      | 1    |
| Totaal | Totaal            | 10   |